# 모젤 프랑크어
모젤 프랑크어(독일어: Moselfränkisch, 룩셈부르크어: Muselfränkesch)는 중부 프랑크어의 일부인 서중부 독일어에 속한 방언군으로, 특히 룩셈부르크어가 여기에 흔히 포함된다.

## 분류

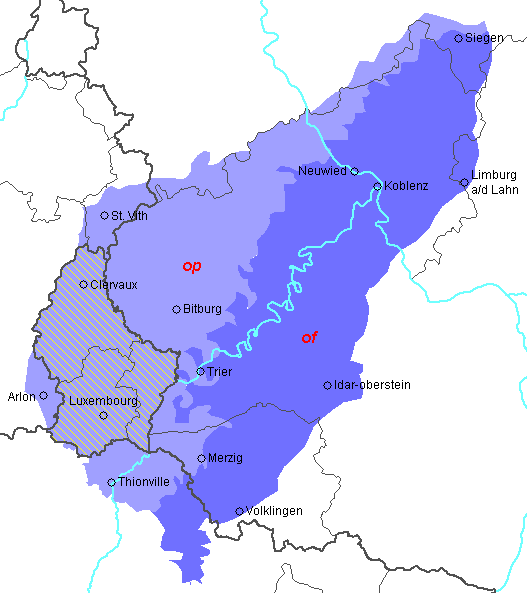
모젤 프랑크어 및 룩셈부르크어가 사용되는 지역. 표준 독일어의 auf에 해당하는 말인 op과 of의 사용에 따른 등어선이 표시되어 있다.

방언과 언어의 구분은 유동적이다. Linguasphere Register에서는 다음의 5개 방언 분류를 제시한다.
- 트리어 방언(Trierisch)
- 아이펠 방언(Eifelisch)
- 운터모젤 방언(Untermosellanisch)
- 서베스터발트(West-Westerwäldisch)
- 지거란트(Siegerländisch)

또한 다음의 변종은 모젤 프랑크어에서 유래했다고 생각되나 자기만의 표준화된 형태로 확립되어 이제는 별개의 언어로 여겨진다.
- 룩셈부르크어
- 로렌 프랑크어
- 트란실바니아 작센어
- 훈스리크어

## 같이 보기
- 중부 독일어
- 라인란트
- 라인 프랑크어
- 뫼즈-라인 방언